# Junikäfer (Film)
Junikäfer ist das Spielfilmdebüt des US-amerikanischen Regisseurs Phil Morrison aus dem Jahr 2005. Die Tragikomödie basiert auf einem Original-Drehbuch von Angus MacLachlan und wurde von der eigentlich auf Werbefilme spezialisierten Produktionsfirma Epoch Films produziert.

## Handlung
Die britische Kunsthändlerin Madeleine lernt bei einer extravaganten Benefizveranstaltung in Chicago den jüngeren Geschäftsmann George kennen. Beide verlieben sich ineinander und heiraten eine Woche später. Als Madeleine, die sich auf sogenannte „Outsider“-Kunst spezialisiert hat, sechs Monate danach in das ländliche North Carolina reist, um den exzentrischen Künstler David Wark als Kunden zu gewinnen, wird sie von Ehemann George begleitet. Mit der Geschäftsreise verfolgt Madeleine auch den Zweck, die Familie ihres Ehemannes kennenzulernen, der aus der Kleinstadt Pfafftown stammt, die er zuletzt vor drei Jahren besucht hat.
Das Zusammentreffen zwischen dem kosmopolitischen Ehepaar und Georges konservativer Familie, die unweit von David Wark lebt, wird zur Farce. Georges hartherzige Mutter Peg lehnt das neue mondäne Familienmitglied mit dem ausgeprägten britischen Akzent ebenso ab wie der mürrische und wortkarge Vater Eugene und Georges jüngerer Bruder Johnny. Madeleines Schwager, der noch immer zuhause bei seinen Eltern lebt und mit über zwanzig Jahren versucht, seinen High-School-Abschluss nachzuholen, stand immer im Schatten des älteren Bruders und ist eifersüchtig auf Georges beruflichen Erfolg. Unerwarteten Rückhalt bekommt Madeleine dagegen von Johnnys junger und einfältiger Ehefrau Ashley, die gerade ein Kind erwartet. Die beiden Frauen, die unterschiedlicher nicht sein könnten, freunden sich an, und die gesprächige Ashley empfindet Madeleine bald als eine Art Schwester, der sie von dem Plan berichtet, das Kind „Junebug“ (dt.: Junikäfer) zu nennen, sollte es ein Mädchen werden. Während sich George mehr und mehr zurückzieht, hilft Madeleine Ashley bei der Planung der Familienessen und Kirchentreffen und versucht gleichzeitig, das Geschäft mit David Wark unter Dach und Fach zu bringen, denn dieser hat auch einen Vertrag mit einer New Yorker Kunstgalerie vorliegen.
Als bei Ashley die Wehen einsetzen, wird Madeleine von der Familie zuerst nicht ins Krankenhaus mitgenommen. Als George ins Krankenhaus fährt, besucht sie stattdessen David Wark. Es gelingt ihr endlich, nach kurzem Zögern und dessen antisemitische Ressentiments ausnutzend, ihn unter Vertrag zu nehmen. Ashley verliert währenddessen ihr Kind bei der Geburt, und nur George ist es möglich, der jungen Frau Trost zu spenden. Johnny seinerseits verspricht Ashley, mit ihr ein neues Baby zu bekommen. Zwar gelingt es Madeleine, sich ihrem Schwiegervater Eugene anzunähern, indem sie seinen verlorenen Schraubenzieher wiederfindet, doch das Verhältnis zu ihrer Schwiegermutter Peg verbessert sich nicht. Ebenso finden die Probleme zwischen George und Johnny keine Lösung. Madeleine und George reisen daraufhin nach Chicago zurück, froh darüber, North Carolina und die eigentümlichen Verwandten weit hinter sich zu lassen.

## Entstehungsgeschichte
Der Film basiert auf einem Filmskript des Drehbuchautors Angus MacLachlan, der gemeinsam mit Regisseur Phil Morrison in der Kleinstadt Winston-Salem in North Carolina aufwuchs. Gedreht wurde vom 14. Juni bis 11. Juli 2004 innerhalb von zwanzig Drehtagen in Winston-Salem, das als fiktive Kleinstadt „Pfafftown“ herhielt. Während dieser Zeit arbeitete Morrison, aufgrund des geringen Budgets, individuell mit jedem einzelnen Schauspieler zusammen, vor allem mit Amy Adams, die eine der Hauptrollen bekleidet. Unterstützt wurde Adams unter anderem von den US-amerikanischen Schauspielerin Embeth Davidtz, Alessandro Nivola, Celia Weston und dem US-Seriendarsteller Benjamin McKenzie (O.C., California). Für die Original-Filmmusik wurde die US-amerikanische Band Yo La Tengo verpflichtet, für die Regisseur Phil Morrison unter anderem mehrere Musikvideos inszeniert hatte.

## Rezeption
Die Tragikomödie feierte ihre Premiere im Januar 2005 auf dem US-amerikanischen Sundance Film Festival. Nachdem Junikäfer unter anderem auf den Filmfestspielen von Cannes (19. Mai) und dem International Seattle Film Festival (10. Juni) gezeigt worden war, startete der Film offiziell am 5. August 2005 zunächst in nur sieben US-Kinos. Der Film spielte am Eröffnungswochenende 74.739 US-Dollar ein und konnte bis zum 4. Dezember 2005 in maximal 143 Kinos ein Einspielergebnis von ca. 2,7 Mio. US-Dollar erzielen. Das Spielfilmdebüt von Regisseur Phil Morrison wurde von den Kritikern gelobt und mit Werken von Jim Jarmusch, Woody Allen und Gus Van Sant verglichen. Noch größere Resonanz als die Inszenierung des Regisseurs erhielt Nebendarstellerin Amy Adams. Ihre Darstellung der schwangeren Ashley, die mit Redseligkeit die Leere in ihrem Leben zu kompensieren versucht, wurde als „Offenbarung“ gefeiert und mit der Rolle der Brenda verglichen, die Adams drei Jahre zuvor in Steven Spielbergs Catch Me If You Can (2002) gespielt hatte. Weiterhin wurde Adams als neue „Königin des Independentfilms“ („Indie Queen“) bezeichnet und nicht nur aufgrund der identischen Haarfarbe vereinzelt mit der renommierten Charakterdarstellerin Julianne Moore verglichen. Die wenigen negativen Stimmen merkten Schwächen in Angus Maclachlans Filmskript an, im Besonderen bei der Entwicklung der einzelnen Filmcharaktere.

## Kritiken
- „'Junebug' ist ein großartiger Film, weil er ein wahrhaftiger Film ist. Er demütigt andere Filme, die von sich selbst behaupten von Familiengeheimnissen und Exzentrizitäten zu handeln.“ (Roger Ebert, Chicago Sun-Times)
- „Überraschend können Sie sich hinreißend gefangen finden in den kontroversen Zwischentönen von Liebe, Misstrauen, Tradition und dem Geheimnis, das von dieser Geschichte von verlorener Unschuld, tiefen Wurzeln, durchdrungen ist, und was es bedeutet aus der Welt der Südstaaten zu kommen.“ (Entertainment Weekly)
- „Eine trügerisch simple, tief resonante Geschichte über den angeborenen Hang zur Einsamkeit der Familie, der Vorteil von Anpassung und die enorme Entfernung die zwei Menschen voneinander trennen kann.“ (Los Angeles Times)
- „Phil Morrisons weise, bittersüße, wundervoll gespielte Komödie über einen heimgekehrten Südstaatler umhüllt uns in die Struktur einer Welt, die Filme selten besuchen.“ (New York Times)
- „Es ist ein stiller, witziger, bewegender Triumph, die Art von Film, die dem Wort 'interessant' einen guten Klang verleiht.“ (Washington Post)

## Auszeichnungen

### Oscarverleihung 2006
- Schauspielerin Amy Adams war bei der Oscarverleihung 2006 als Beste Nebendarstellerin nominiert, musste sich aber der Britin Rachel Weisz (Der ewige Gärtner) geschlagen geben. Ferner gewann Adams für ihre Darstellung der Ashley unter anderem den Spezialpreis der Jury auf dem Sundance Film Festival 2005, sowie die Auszeichnungen des Filmkritikerverbandes von San Francisco, der Southeastern Film Critics Association, der National Society of Film Critics und der Independent Spirit Awards, jeweils als Beste Nebendarstellerin.

### Weitere
Broadcast Film Critics Association Awards 2006
- Beste Nebendarstellerin (Amy Adams)

Central Ohio Film Critics 2006
- Breakthrough Film Artist (Amy Adams)

Gotham Awards 2005
- Breakthrough Award (Amy Adams)
- nominiert in der Kategorie Breakthrough Director Award (Phil Morrison)

Independent Spirit Awards 2006
- Beste Nebendarstellerin (Amy Adams)
  - nominiert in den Kategorien
    - Bestes Erstlingsdrehbuch
    - Produzentenpreis

National Society of Film Critics Awards 2006
- Beste Nebendarstellerin (Amy Adams)

Online Film Critics Society Awards 2006
- nominiert in der Kategorie Beste Nebendarstellerin (Amy Adams)

San Francisco Film Critics Circle 2005
- Beste Nebendarstellerin (Amy Adams)

Satellite Awards 2005
- nominiert in der Kategorie Beste Nebendarstellerin – Drama (Amy Adams)

Screen Actors Guild Awards 2006
- nominiert in der Kategorie Beste Nebendarstellerin (Amy Adams)

Southeastern Film Critics Association Awards 2005
- Beste Nebendarstellerin (Amy Adams)
- Wyatt-Award

Sundance Film Festival 2005
- Spezialpreis der Jury (Amy Adams)
- nominiert für den Großen Preis der Jury als Bester Film